# Segregación sexual

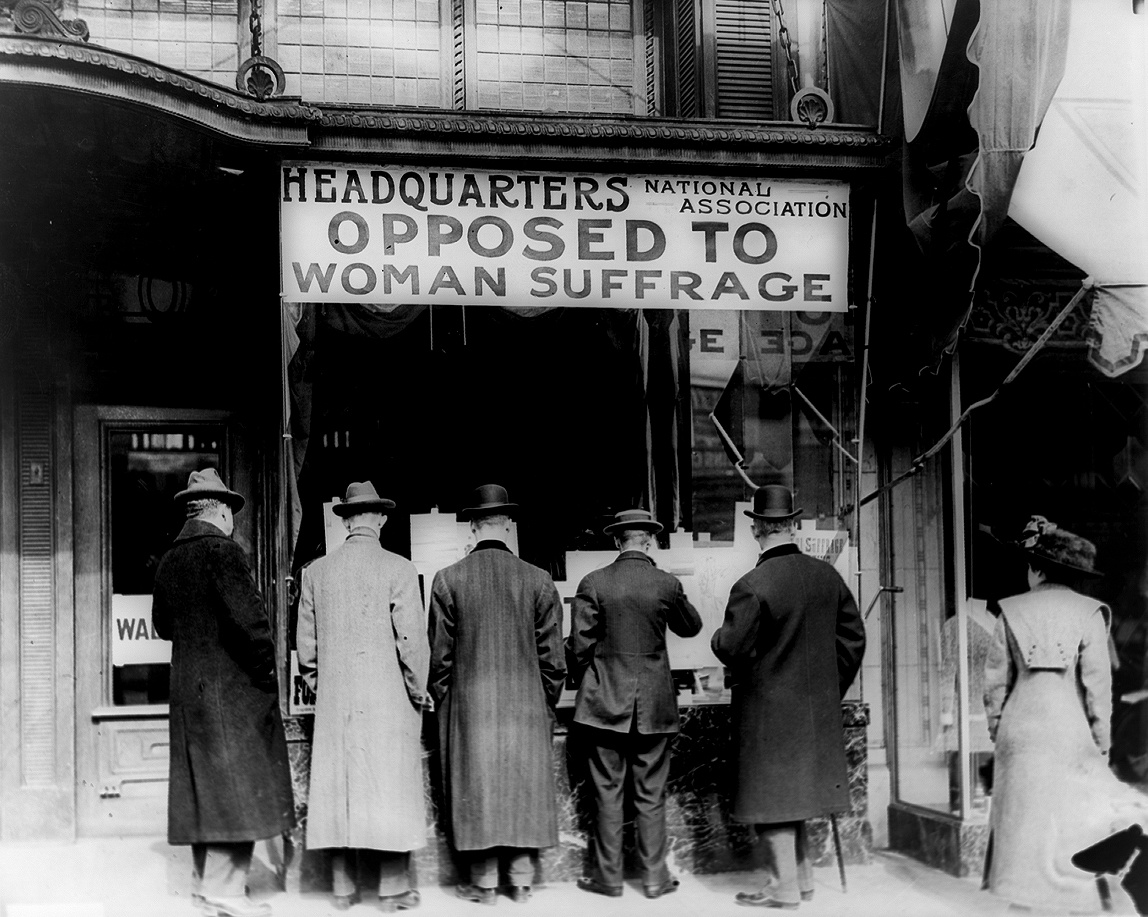
Sede de la Asociación Nacional Contra el Sufragio Femenino. Las reivindicaciones históricas para eliminar la discriminación sexual han generado fuerte oposición en la sociedad ya que los cambios en la igualdad legal suponían y suponen cambios profundos en las mentalidades.

La segregación sexual o separación por sexos es la separación de las personas según su sexo en diversas actividades humanas.
En algunas circunstancias, la separación por sexos es motivo de controversia entre detractores, que consideran que puede incurrir en sexismo, marginación, o una violación de los derechos humanos;[cita requerida] y partidarios, que defienden su necesidad para mantener la decencia, la santidad, el pudor, la seguridad de las mujeres o la unidad de la familia.

## Normas en los lugares públicos

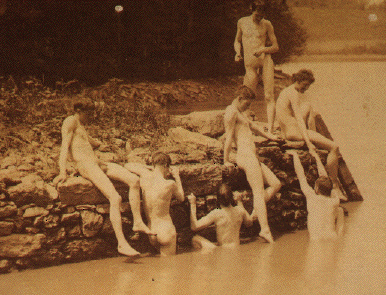
El baño de un grupo de jóvenes estudiantes, solo chicos (1883).

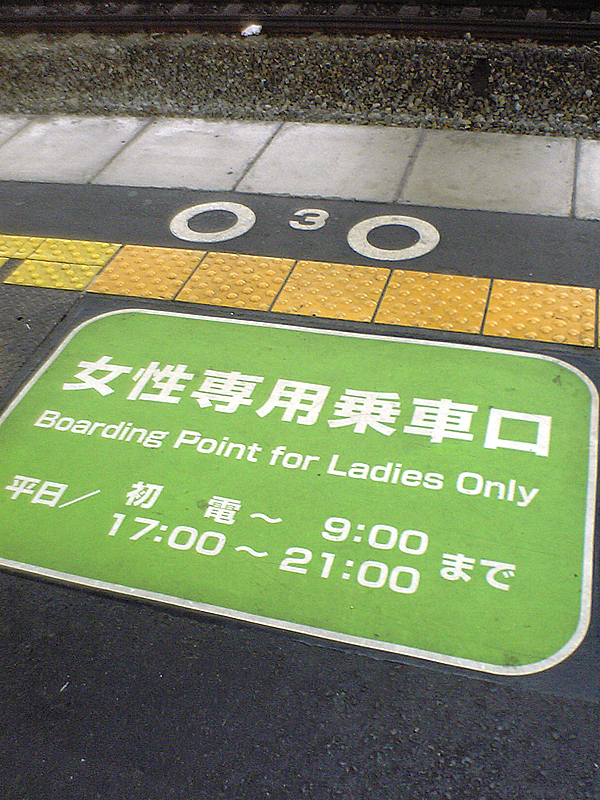
Una señal en un andén del metro de Osaka (Japón), en su punto donde se accede al vagón exclusivo para mujeres.

Prácticamente en todo el mundo,[cita requerida] los lugares destinados a actividades que implican la desnudez (por ejemplo, duchas, lavabos o vestuarios) suelen estar separados por sexos. También hay excepciones.[cita requerida] Por ejemplo, en algunos lugares las saunas mixtas se consideran absolutamente normales, y donde hay playas nudistas, o de aquellas donde la ropa es opcional, actualmente no suelen estar separadas por sexo.[cita requerida] La intensidad de la separación puede ser diversa. En algunos lugares los vestuarios están completamente separados, mientras que en otros hay un solo vestuario con cabinas individuales.
Debido a la costumbre tan extendida en muchos países de manosear a las mujeres en los lugares públicos aprovechando aglomeraciones de gente[cita requerida] y ciertos casos de acoso sexual en el transporte público, algunos países han establecido por razones de seguridad que haya vagones, autobuses, o compartimentos exclusivos para mujeres.

## Deportes
Las competiciones, en particular las deportivas, suelen estar separados por sexo, especialmente en los niveles más altos como en los Juegos Olímpicos.
En los casos en que la fuerza física es muy importante, por ejemplo el fútbol y el golf, las mujeres compiten por separado porque no podrían desempeñarse al mismo nivel que los varones.[cita requerida] En el extremo contrario, solo en algunos deportes, como por ejemplo la hípica, el tiro con arco y el deporte motor, se mezclan los dos sexos en todos los niveles. Y muy pocos, como el korfbal, especifican en su reglamento que los equipos tienen que ser mixtos de hombres y mujeres.
En el ámbito de los deportes recreativos, para satisfacer los requerimientos de varias religiones, y por otros motivos, a veces hay separación de sexos al disponerse de horarios diferentes en el uso de las instalaciones, o al facilitarse el uso exclusivo por parte de uno de los sexos, generalmente por las mujeres. Esto se hace a veces en saunas, piscinas y gimnasios.[cita requerida]
En la actualidad, muchos países tienen legislaciones contra la discriminación sexual, pero esto no implica en ningún caso que se actúe contra la separación por sexo,[cita requerida] que sigue entendiéndose como una práctica aceptable.

## Enseñanza

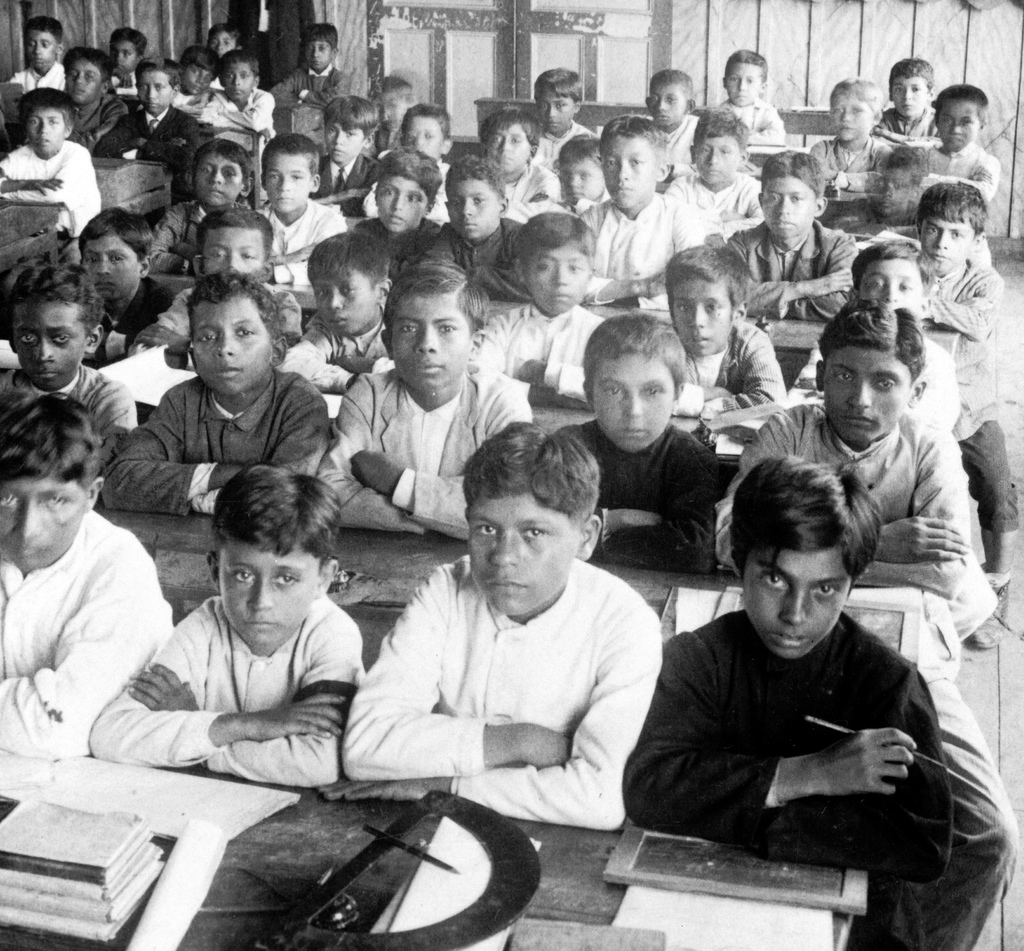
Escuela de niños en Ecuador (1907).

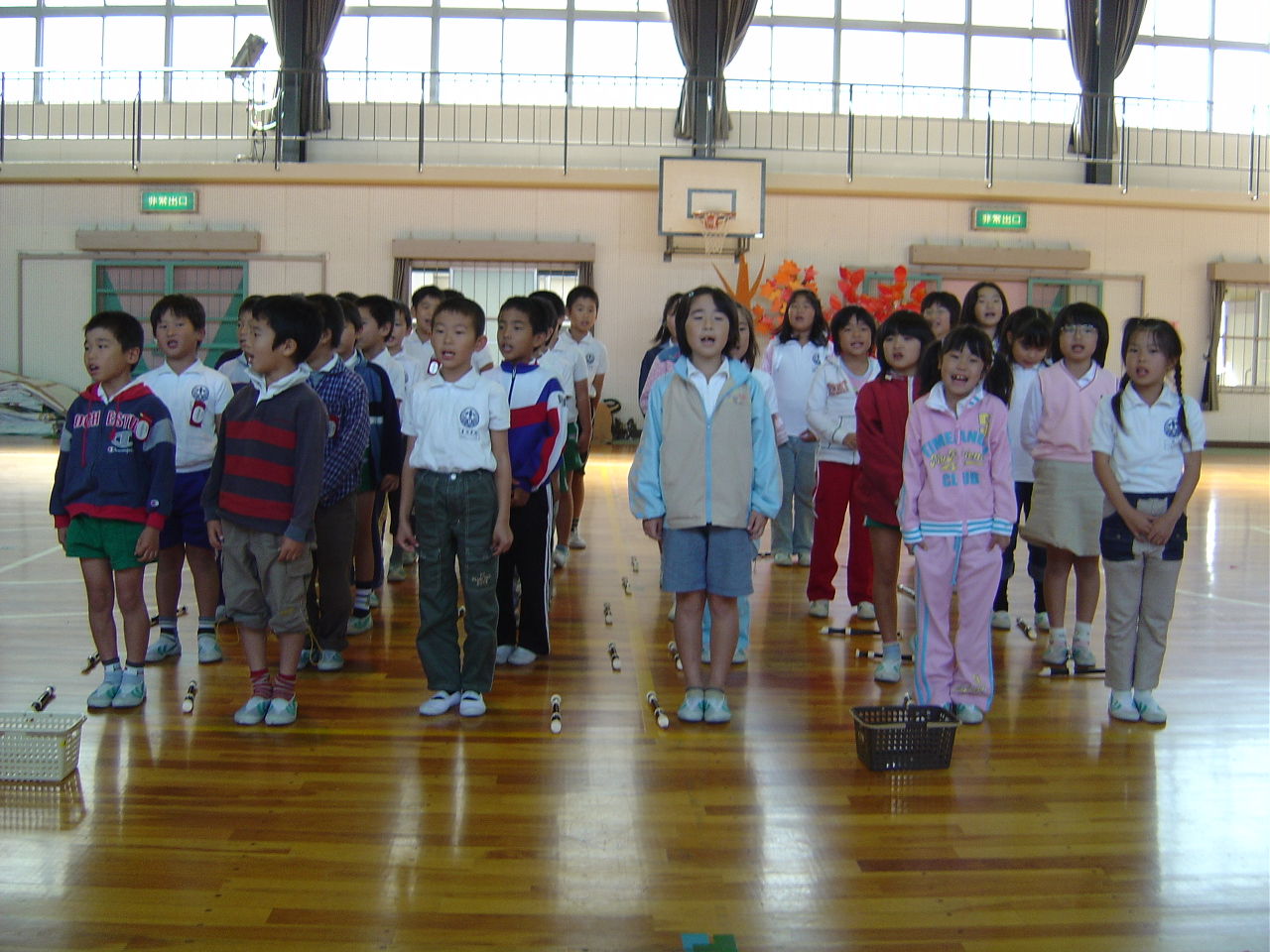
Niños y niñas japoneses juntos en una clase de gimnasia, pero haciendo formaciones separadas.

En la mayor parte del mundo, la educación, especialmente la enseñanza reglada, estaba reservada exclusivamente a los chicos hasta principios del siglo XX. En algunas partes del mundo, especialmente en Europa, cuando se extendió la educación a las chicas al mismo nivel que a los chicos, la mayor parte de los centros educativos estaban inicialmente separados por sexo, una situación que todavía persiste en algunos casos, por ejemplo, en determinadas escuelas privadas en el Reino Unido. A veces hay razones históricas, como una tradición exclusivamente masculina del centro, que abonan la resistencia al cambio. También se ponen sobre la mesa argumentos de tipo pedagógico, como por ejemplo que la presencia de personas del otro sexo podría distraer a los estudiantes y perjudicarlos en los estudios, aparte de la posibilidad que se produzcan conductas inadecuadas.[¿cuál?]
Se han hecho varios estudios para analizar si las escuelas que algunos denominan segregadas y otros diferenciadas, o las mixtas tienen mejores resultados académicos, pero los dos sistemas tienen sus partidarios y sus detractores. Incluso en algunas escuelas donde se hace coeducación, puede haber algunas materias, como por ejemplo la educación sexual, que todavía se impartan separando los alumnos por su sexo. Algunos centros deciden separar a los estudiantes solo en las materias troncales en lo que se denomina educación paralela.
En Luisiana, como reacción a la integración racial que se impuso en todas las escuelas públicas, se implantó la separación por sexos para reducir las posibilidades de contactos sexuales entre los chicos y chicas negras y blancos. Esta práctica se acabó finalmente en 1975.

## Seguridad y privacidad
A veces la separación por sexo se establece por motivos de seguridad. Por ejemplo, un refugio para mujeres maltratadas puede prohibir el acceso de cualquier hombre, incluso los que también hayan podido ser víctimas de violencia doméstica, por dos motivos: para evitar que los maltratadores puedan causar algún mal o amenazar a cualquiera de las mujeres, y por respeto a las mujeres que, habiendo sido maltratadas por un hombre determinado, pueden sentirse amenazadas por la simple presencia de cualquier hombre. Los lavabos no separados también pueden ser una amenaza a la seguridad de las mujeres y a su derecho a la privacidad.
En muchas culturas en todo el mundo, la existencia de lugares de reunión y actividades exclusivos para un determinado sexo sigue siendo la norma. Históricamente, al menos en Occidente, las despedidas de soltero solían estar estrictamente reservadas a las personas de un mismo sexo, hombres y mujeres por separado. Hasta mediados de siglo XX, en los Estados Unidos, estaba formalmente prohibida la entrada de mujeres en los bares, clubes y pubs. En la Era Victoriana las mujeres no podían acceder libremente a las playas para no ser vistas por ningún hombre que no fuera de su familia, y por eso se inventaron las bathing machines ("máquinas de baño"), que permitían evitar la prohibición.

## Religión

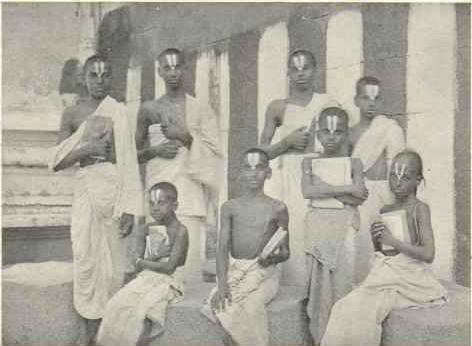
Estudiantes de teología budista, 1909.

### Islam
El islam desaconseja cualquier interacción social entre hombres y mujeres solteros que no sean familia. Incluso, en algunos países islámicos hay una política religiosa muy estricta de separación de los dos sexos.
En el mundo islámico, la estricta prohibición que una mujer pueda ser vista por los hombres, llamada purdah, está estrechamente ligada al concepto de castidad o namus. El namus es una categoría ética, una virtud, en el carácter patriarcal musulmán. Existe una categoría de relaciones entre las personas de diferente género dentro de la familia, estrictamente aplicada, que se define en términos de honor, atención, respeto y castidad. El término namus a menudo se traduce por "honor".

### Judaísmo

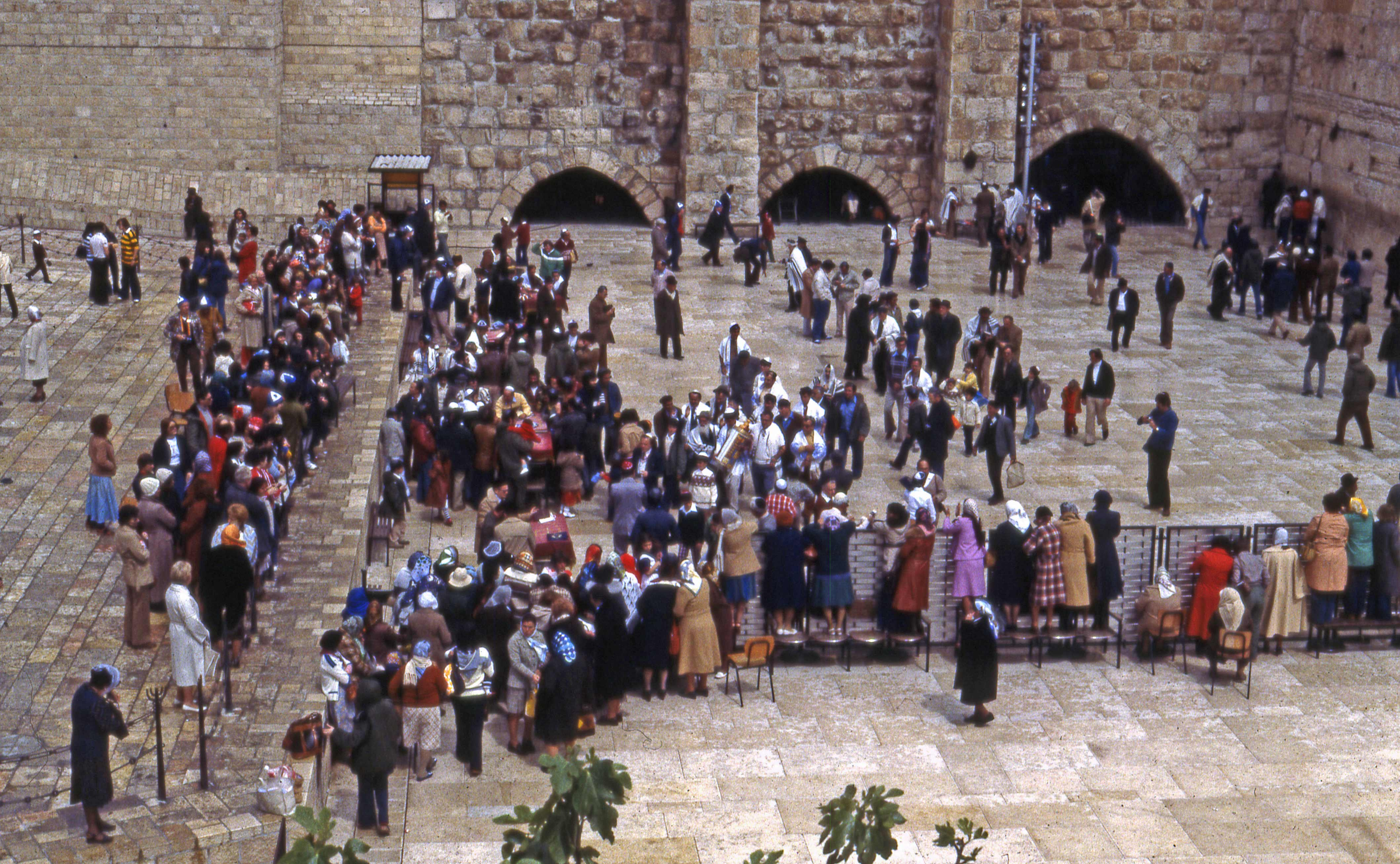
La valla que separa los hombres y las mujeres ante el Muro de las Lamentaciones, en Jerusalén.

Las sinagogas ortodoxas disponen de secciones separadas para hombres y mujeres, generalmente con una pared o cortina entre las dos, llamada mechitza.
En Jerusalén hay algunas líneas de autobús, que dan servicio a los barrios judíos ultraortodoxos, que están separadas por sexo, unos delante del autobús y los otros detrás.

### Cristianismo
En muchas parroquias de las Iglesias católicas orientales y de las Iglesias ortodoxas orientales se practica una rígida separación por sexos. En estos casos, los hombres se sientan a la derecha, donde está la imagen de Cristo, y las mujeres a la izquierda, junto a la imagen de María.

## Separación por sexos en el trabajo

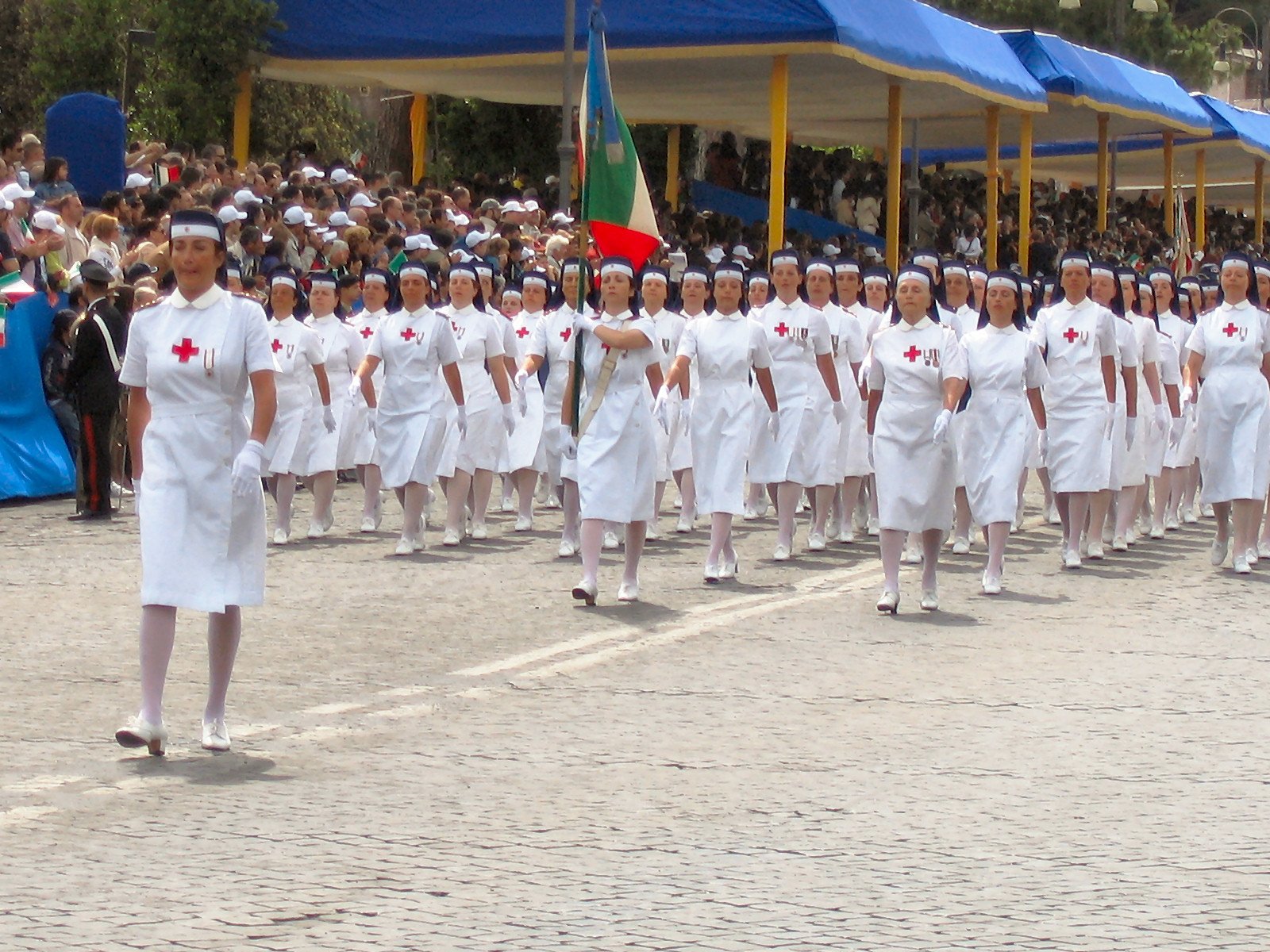
Enfermeras italianas en un desfile.

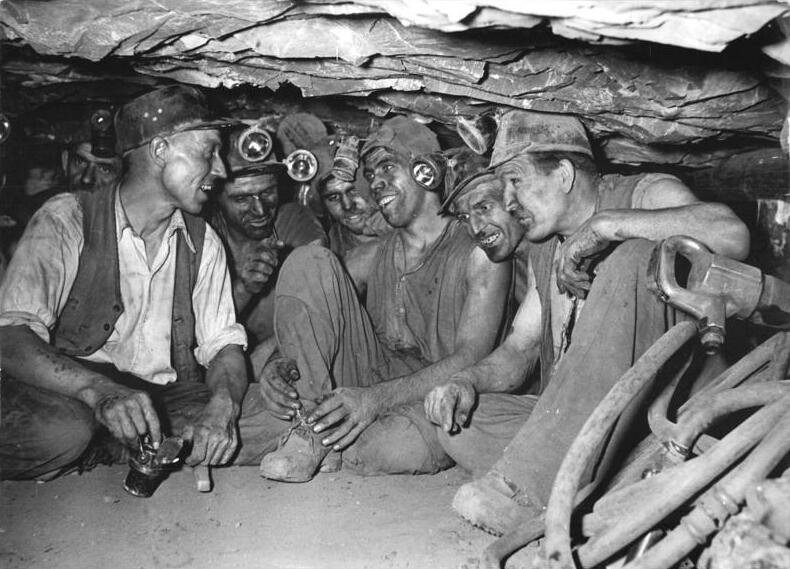
Mineros alemanes en el interior de la mina.

En la segregación laboral u ocupacional algunos trabajos han estado reservados tradicionalmente a un género o al otro, aunque no haya ninguna separación para los trabajadores de los dos sexos en otros oficios. Por otro lado, en otros trabajos ha habido tradicionalmente un predominio claro de un género por encima del otro, aunque no haya ninguna ley que excluya a un género determinado en favor del otro. Una y otra situaciones pueden ser consideradas, aun así, formas de separación por razón de sexo.[cita requerida]
Los roles reservados al hombre y a la mujer han sido diferentes durante la mayor parte de la historia de la humanidad, sin embargo, en las sociedades cazadoras-recolectoras, en tiempos prehistóricos, la caza fue practicada en igual o en muy similar medida por hombres y mujeres, según apuntan nuevos descubrimientos y la revisión de antiguos hallazgos, eliminando la idea de que la caza había sido reservada a los hombres, y la recolección era una tarea de mujeres, basada en gran medida a la extrapolación de los modelos sociales de género de la época de los primeros estudios. Aunque otras tareas han sido desarrolladas generalmente por uno de los dos géneros. Aun así, en las sociedades más primitivas no hay ninguna diferencia de estatus social entre los dos sexos por el hecho de poder haber tenido roles sociales diferentes.
Históricamente, el ejército ha sido reservado exclusivamente, con muy pocas excepciones, a los hombres. Esto se ha acabado, en general, a partir de finales del siglo XX, y, aun así, es difícil encontrar mujeres en lugares de combate (siendo una excepción significativa el ejército israelí). Oficios relacionados con la milicia, como por ejemplo la policía, todavía son exclusivamente masculinos en algunos países.
En aquellas tareas que requieren una fuerza física considerable, las diferencias fisiológicas entre hombres y mujeres pueden presuponer que haya más hombres que mujeres capacitados para ejercerlas. Ahora bien, cuando hay mujeres capaces de superar las capacidades físicas de algunos hombres, se comprueba que no hay una exclusión total y absoluta de estas para ejercer algunas profesiones consideradas masculinas (por ejemplo, hay casos, de mujeres que hacen de minero, de bombero, o de soldador, por poner algunos ejemplos).